# Al the Octopus
Al le poulpe ou Al the Octopus est la mascotte des Red Wings de Détroit de la Ligue nationale de hockey.

## Histoire

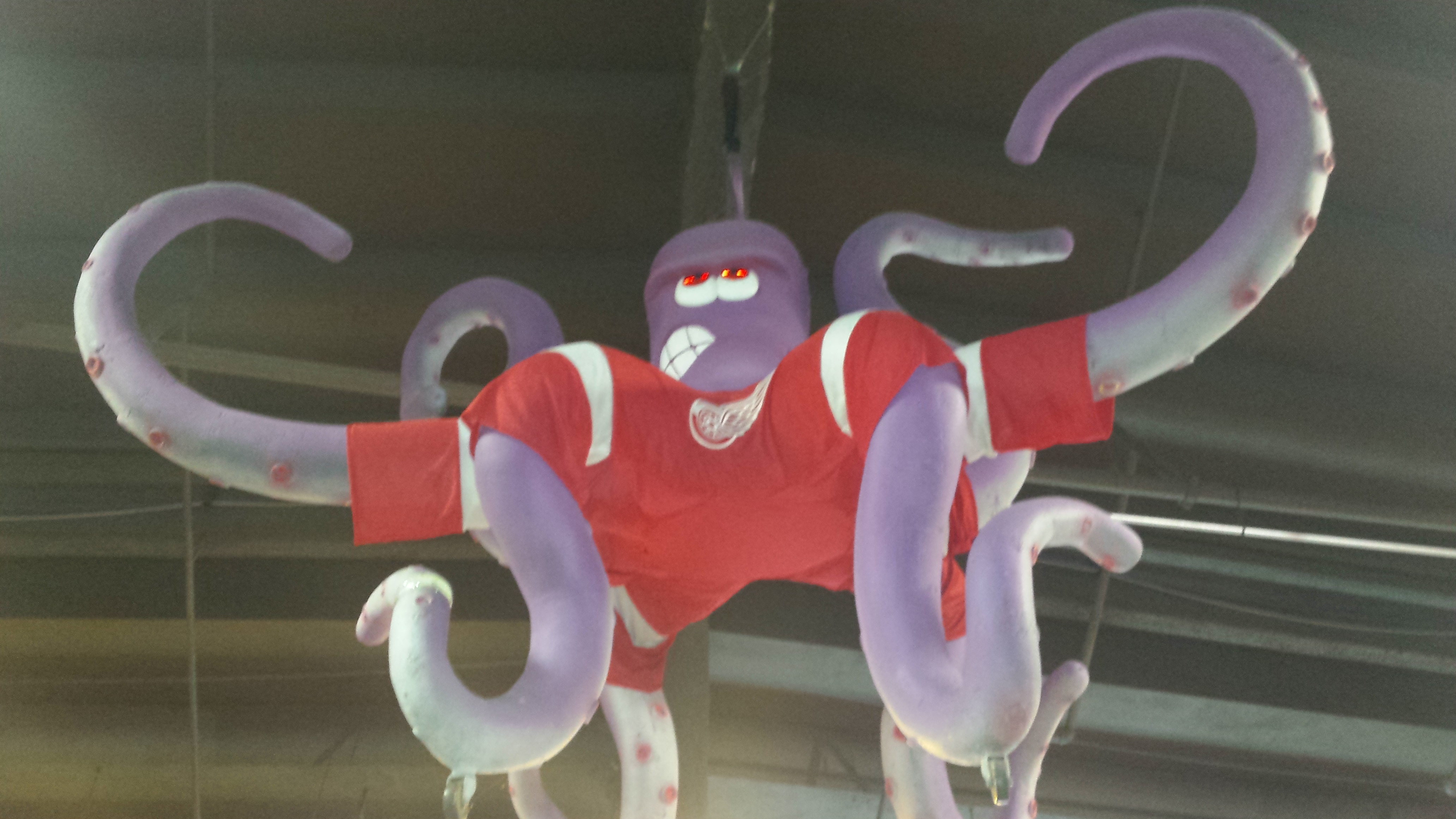
Al le poulpe en 2016.

Cette mascotte tire son origine de la fameuse légende du poulpe.
La légende du poulpe, ou octopus, est une tradition des Red Wings de Détroit lors des matchs à domicile dans lesquels un poulpe est jeté sur la surface de glace pour la bonne chance pendant une course aux finales. Les origines de l'activité remontent à la saison 1952 lors des séries éliminatoires face aux Maple Leafs de Toronto. Alors que les Red Wings sont dominés deux matchs à zéro, et à huit matchs de la victoire finale, un supporter des Wings lança un poulpe ayant huit bras. Ce poulpe représenta les huit matchs qui séparaient Détroit du succès final ; ainsi, après avoir battu Toronto, les Wings battent les Canadiens de Montréal en finale pour décrocher la coupe Stanley.
Depuis 1952, parce que le lancement en l'air des pieuvres est généralement considéré comme le symbole de la réussite, la pratique a persisté tous les ans. Lors d'un match en 1995, les spectateurs ont jeté 36 poulpes !
Les Panthers de la Floride s'en sont inspirés pour lancer, quant à eux, des rats morts. Voyant de plus en plus de retards de jeux, la Ligue nationale de hockey a interdit tout jet d'animaux morts sur les glaces. Les Oilers d'Edmonton, pour leur part, commençaient à lancer des biftecks sur la glace, ayant pour résultats plusieurs arrestations par la police.
Néanmoins, à Détroit, la tradition de l'octopus persiste malgré les nombreuses amendes de la Ligue nationale envers les Wings.
Par la suite lors des séries éliminatoires de 1995, une mascotte pourpre tirée du poulpe a été créée.
Le poulpe a été surnommé par la suite « Al » (ce surnom est inspiré de Al Sobotka, alors responsable de la glace du Joe Louis Arena).
À chaque année lors des séries éliminatoires, Al est installé dans les combles de la patinoire. Ce Al représente donc un poulpe géant avec des yeux rouges clignotants, un sourire moqueur avec des dents voyantes et une aile rouge sur son corps.
Il apparaît souvent sur les maillots et objets promotionnels de la franchise. La société Coca-Cola reprendra le personnage de Al pour une promotion des boissons du même nom dans le Michigan. Une poupée verra même le jour et s'écoula très rapidement.
Il y a eu beaucoup d'autres types de marchandise de Al, tels des autocollants, des poupées gonflables et des decalcomanis. Pendant les séries éliminatoires de 1996, un CD appelé A Call to Arms, représentait Al sur la couverture.
Al possède également son numéro de maillot, le 8.